# تداخل الصوت والفيديو
تداخل الصوت والفيديو الذي يعرف اختصارا إيه في آي (بالإنجليزية: AVI)‏، هو شكل حاوي للوسائط المتعددة قدمه مايكروسوفت في نوفمبر عام 1992 كجزء من جهودها للفيديو كتقانة للويندوز. إيه في آي يمكن أن يحتوي على كل ملفات البيانات السمعية والبصرية في حاوية الملف التي تسمح بالتشغيل المتزامن للصوت مع الفيديو. مثل تصميم أقراص الفيديو، ملفات الـ وافي ملفات تدعم تدفقا عديدا للصوت والصورة، على الرغم من أن هذه الميزات نادرا ما تستخدم. معظم ملفات ايه في آي تستخدم أيضا امتدادات شكل الملفات التي وضعتها مجموعة ماتروكس اوبين دي ام ال في شباط / فبراير 1996. هذه الملفات هي معتمدة من قبل مايكروسوفت، وبصورة غير رسمية تسمى «ايه في آي 2.0».

## الهيئة
ايه في آى مشتق من شكل ملف تبادل الموارد (أر آى أف أف)، والذي يقسم ملف البيانات إلى كتل، أو «قطع». كل «قطعة» معرفة بواسطة بطاقات 4 سى سى. ملف الـ ايه في آى يأخذ شكل قطعة واحدة في شكل ملف الـ أر آى أف أف، والذي ومن ثم يقسم إلى «كتلتين» أساسيتين و«كتلة» واحدة اختيارية.
الفرع الأول من القطعة يحدد عن طريق علامة الـ «اتش دي ار ال» هذا الفرع هو رأس الملف ويحتوي على بيانات طبيعية عن الفيديو، مثل العرض والارتفاع ومعدل الإطار. الفرعي الثاني يحدد عن طريق علامة الـ «موفي». هذا الجزء يحتوي على البيانات الصوتية والبصرية الفعلية التي تشكل فيلم الـ ايه في آى. الفرع الثالث الاختياري من القطعة يحدد عن طريق علامة الـ «آى دى اكس 1» والتي تفهرس إزاحة قطع البيانات داخل الملف.
عن طريق هيئة الـ «ار اى اف اف»، البيانات السمعية والبصرية الموجودة في قطعة «موفى» يمكن أن تشفر أو يفك شفرتها ببرامج يسمى الترميز، والذي هو اختصار ل تشفير / فك التشفيرعند إنشاء الملف، يترجم الترميز بين البيانات الخام والبيانات (المضغوطة) المستخدمة داخل القطعة. ملف افي قد يحمل البيانات السمعية / البصرية داخل القطع في أي مخطط للضغط تقريبا، بما في ذلك الإطار الكامل (غير المضغوط)، إنتل الوقت الحقيقي (انديو)، سينيباك، موشن جا بى ايه جى، ام بى ايه جى قابل للتحرير، موجات فيدو، كلير فيديو / ريال فيديو، كيو بى ايه جى، وام بى ايه جى-4 فيديو.

## استمرار الاستخدام
هناك أحمال طفيفة عندما يستخدم مع ترميز ام بى ايه جى-4 (اكس فيد وديف إكس، على سبيل المثال)، وزيادة حجم الملف أكثر من اللازم. الحاوية ايه في أي ليس لديها دعم أصلي للميزات الحديثة ام بى ايه جى - 4 مثل إطارات بى. الاختراق يستخدم أحيانا لتمكين مميزات والترجمة الحديثة ام بى ايه جى - 4، ولكن هذا هو مصدر عدم توافق التشغيل.
ملفات ايى في أي لا تحتوي على نسبة معلومات النقاط المضيئة المظهر. تؤكد مايكروسوفت ان "العديد من اللاعبين، بما في ذلك ويندوز ميديا بلاير قدموا كل الملفات ايى في أي بمربع النقاط المضيئة. ولذلك، فإن الإطار يبدو ممتد أو متقلص افقيا عند تشغيل الملف مرة أخرى. هناك أشكال أخرى لحاويات الفيديو التي تسمح بشكل غير منتظم للنقاط المضيئة.
أكثر أشكال الحاوية الحديثة (مثل كويك تايم، متروسكا، أوج ام بى ايه جى - 4) توفر المزيد من المرونة، ولكن، المشاريع المؤسسة على مشروع اف اف ام بى ايه جى - 4، بما في ذلك اف اف دى شوو ، إم اى بلاير ، اكس اين، وإل قي سى ال سي ميديا بلاير ، قد حلوا معظم المشاكل مع عرض شكل ملفات فيديو الـ ايى في أي.
في يونيو / حزيران 2005، ديف اكس وانك أطلقوا شكل محتوى الخاص بهم يسمى تنسيق وسائط الديف اكس (بامتداد. ديف) لينجحوا الـ ايه في أي + ديف اكس. ولكن هذا الشكل أساسا هو تحسين لشكل الـ ايه في أي (استنادا إلى نفس هيكل الـ ار أي اف اف، من أجل التوافق مع المشغلات والأجهزة الحالية) وحتى الآن، لم يحصل على جر للمستهلك المدرك [بحاجة لمصدر]، حتى عندما كان الترميز ديف اكس شعبي (الترميز اكس ديف، بدلا من ذلك أصبح اختيار الترميز بين أكثر من مجموعات مشاركة الملفات  [محل شك]

## دي في ايه في اى
المادة الرئيسية: دي في : النوع 1 والنوع 2 ملفات الـ ايه في اي
دي في ايه في أي (الملقب دي في - ايه في أي) هو نوع من ملف ايه في أي حيث يتم ضغط الفيديو ليتفق مع معايير الـ دى قي المعايير، وهناك نوعان من ملفات دي في ايه في أي.

## وصلات خارجية
- الخرافات حول افي
- جون ب. مكجوان لمحة عامة عن الـ ايه في اى
- ة مرجع ملف مايكروسوفت ايه في أي ار أي اف اف
- قائمة شاملة لديف ويلسون للرموز فور سى سى
- مواصفات تنسيق اوبين ام ال (افي 2.0)